# ژول ریشار
ژول ریشار یا میرزارضا خان (زادهٔ ۱۲۳۱ در پاریس – درگذشتهٔ ۱۳۰۸ هجری قمری در تهران)، نخستین معلم زبان فرانسه مدرسه دارالفنون در عهد قاجاریه، که بسیاری از رجال نامدار ایران در عصر قاجار و پهلوی، زبان فرانسه را از وی آموخته‌اند و نام او بدلایل مختلف در تاریخ قاجاریه ذکر شده است.
ژول ریشار در سال ۱۸۱۶ میلادی، برابر با ۱۲۳۱ هجری قمری، در پاریس به دنیا آمد. وی در سال ۱۸۴۸ میلادی برابر با ۱۲۶۰ قمری و در زمان پادشاهی محمد شاه قاجار، به ایران آمد و پس از پذیرش اسلام، نام خویش را تغییر داد و رضا گذاشت و به میرزا رضا خان شهرت یافت. در اواخر سال ۱۲۸۸ قمری، از طرف ناصرالدین شاه قاجار لقب خانی به او داده شد و از این تاریخ به بعد معروف به ریشار خان گردید وی پس از بنیانگذاری دارالفنون به عنوان اولین معلم زبان فرانسه در این مدرسه مشغول به تدریس شد و تا آخر عمر خویش، معلم فرانسه دارالفنون بود. وی البته بعدها جزو کارمندان وزارت انطباعات و دارالترجمه دولتی نیز شد و در این وزارتخانه، مترجم زبان فرانسه، زبان انگلیسی و غیره بود. گفته می‌شود که او عکس‌هایی به صورت داگرئوتایپ از محمدشاه قاجار و ولیعهدش ناصرالدین شاه انداخت که هیچ‌کدام از آن‌ها باقی نمانده‌است.
ژول ریشار در سال ۱۸۷۱ میلادی (۱۲۸۸ خورشیدی) برای اولین بار گاتاها را به زبان فارسی ترجمه کرد. او گاتاها را از لاتین به فارسی برگرداند. هرچند که این ترجمه هرگز به چاپ نرسید، اما نسخۀ خطی این ترجمه در مرکز شرق شناسی کاما در بمبئی هند موجود است.
در نمایشگاه پاریس ۱۸۸۹ موسیو ریشار مجموعه‌ای از صنایع دستی و تاریخی ایران را در غرفه ایران بنمایش گذاشت. به گفته ناصرالدین شاه در سفرنامه سوم خود موسیو ریشارد هزار تومان برای جمع‌آوری این اجناس صرف کرده بود و آن‌ها به سی هزار تومان برای موزه بفروش رفتند.
وی سرانجام در سن ۷۷ سالگی، و در سال ۱۳۰۸ هجری قمری، مصادف با ۱۸۹۱ میلادی در تهران درگذشت و در گورستان خارج دروازهٔ شهرری، در محلی که موسوم به آب‌انبار قاسم خان بود، به خاک سپرده شد.
از وی، یادداشت‌های خوبی راجع به اوضاع اجتماعی و سیاسی ایران باقی‌مانده که یک قسمت از آن را، دکتر خلیل خان ثقفی اعلم الدوله، در کتاب مقالات گوناگون نقل کرده‌است.
پس از مرگ وی، پسرش، یوسف ریشار یا یوسف ریشار خان، به جای او به دارالفنون رفت و برای سال‌ها به تدریس زبان فرانسه در این دانشگاه پرداخت.